# Батран (Вологодская область)
Батран — деревня в Череповецком районе Вологодской области.
Входит в состав Югского сельского поселения (с 1 января 2006 года по 8 апреля 2009 года входила в Сурковское сельское поселение), с точки зрения административно-территориального деления — центр Батранского сельсовета.
Расстояние до районного центра Череповца по автодороге — 40 км, до центра муниципального образования Нового Домозерова по прямой — 18 км. Ближайшие населённые пункты — Барское Поле, Афанасово, Покровское.
По переписи 2002 года население — 65 человек (29 мужчин, 36 женщин). Всё население — русские.